# Ligidium gracile
Ligidium gracile là một loài chân đều trong họ Ligiidae. Loài này được Dana miêu tả khoa học năm 1856.